# Никола Петров (генерал-майор, р. 1858)
Вижте пояснителната страница за други личности с името Никола Петров.
Никола Петров Петров, наричан Балканеца, е български военен деец, генерал-майор, командвал 4-ти пехотен плевенски полк по време на Сръбско-българска война (1885), 12-и полк (1886 – 1890), 6-а бригада (1890 – 1891), 1-ва и 3-та дивизии (1891 – 1906) и началник на 1-ва военноинспекционна област (1906 – 1908).

## Биография
Никола Петров е роден на 6 декември 1858 г. в с. Тодоровци, Търновско. Основното си образование завършва в местното училище, след което постъпва във втори клас на Априловската гимназия. Взема участие в подготовката на Априлското въстание (1876), но е заловен и изпратен в Търновския затвор, където получава смъртна присъда. По-късно е оправдан от международна комисия, е освободен от затвора и емигрира в Браила, Румъния.
На военна служба постъпва на 24 април 1877 г., като е зачислен в 3-та рота на 2-ра опълченска дружина в редовете на която взема участие в Шипченската битка на 9 – 11 август. За проявена храброст е произведен в чин ефрейтор и награден с Георгиевски кръст „За храброст“ IV степен. След края на войната на 10 юли 1878 г. 2-ра опълченска дружина е преименувана на Кюстендиласка № 2 пеша дружина и Никола Петров продължава да служи в нея.
На 10 май 1879 завършва Софийското военно училище, произведен е в чин подпоручик и изпратен на служба в Шуменска № 19 пеша дружина. На 30 август 1882 г. е произведен в чин поручик, а през 1883 г. е изпратен в 50-и пехотен белостокски полк за повишаване на квалификацията, като след завършването с отличие се завръща и на 20 ноември 1884 е назначен за ротен командир в 5-и пехотен дунавски полк. На 30 август 1885 е произведен в чин капитан.
На 14 септември 1885 г. е приведен от 5-и пехотен дунавски полк към 4-ти пехотен плевенски полк и назначен за негов командир.

### Сръбско-българска война (1885)
С обявяването на Сръбско-българска война (1885) капитан Петров е назначен за началник на Драгоманския отряд, а по-късно е назначен за командир на Сливнишкия отряд, като в същото време продължава командването на 4-ти плевенски полк. С 2 дружини от полка си взема участие в боя при Драгоман, след което се изтегля към Сливнишката позиция. Взема участие и в Сливнишкото сражение, като командва централната част на българските войски, като на 7 ноември му е поверено ръководството на настъплението на поверените му войски.
На 26 декември 1885 г. е назначен за член на комисията за определяне старшинството на офицерите от войските на Северна и Южна България и за съставяне на общ списък по старшинство. За проявената храброст по време на войната е награден с Военен орден „За храброст“ III степен.
На 30 април 1886 г. е назначен за командир на 12-и пехотен балкански полк, а на 1 април 1887 г. е произведен в чин майор. През 1889 е назначен за командир на Шеста пеша бригада, която през 1891 се развръща в 3-та пехотна балканска дивизия. На 2 август 1891 е произведен в чин подполковник, а на 2 август 1895 в чин полковник. След като 6 години е командва 3-та дивизия през 1896 г. полковник Петров е назначен за командир на 1-ва пехотна софийска дивизия. На 15 ноември 1900 г. е произведен в чин генерал-майор, а дивизията командва до 1901 година, когато е върнат за командир на 3-та дивизия, на която длъжност е до 1906 година. През 1901 г. е водач на българската делегация, която присъства на погребението на генерал Гурко.
През 1906 г. генерал Петров е назначен за началник на 1-ва Военно-инспекционна област. През 1908 г. заболява тежко и е изпратен на лечение в Берлин, Германска империя, където почива на 6 март същата година. Погребан е в София. Генерал-майор Никола Петров не е женен и не оставя поколение.

## Военни звания
- Редник (24 април 1877)
- Ефрейтор (1877)
- Унтерофицер (1877)
- Прапоршчик (10 май 1879)
- Подпоручик (1 ноември 1879, преименуван)
- Поручик (30 август 1882)
- Капитан (30 август 1885)
- Майор (1 април 1887)
- Подполковник (2 август 1891)
- Полковник (2 август 1895)
- Генерал-майор (15 ноември 1900)

## Награди
- Георгиевски кръст „За храброст“ IV степен, Руска империя (1877)
- Военен орден „За храброст“ IV степен (1880)
- Военен орден „За храброст“ III степен (1885)